# Museum Lüneburg

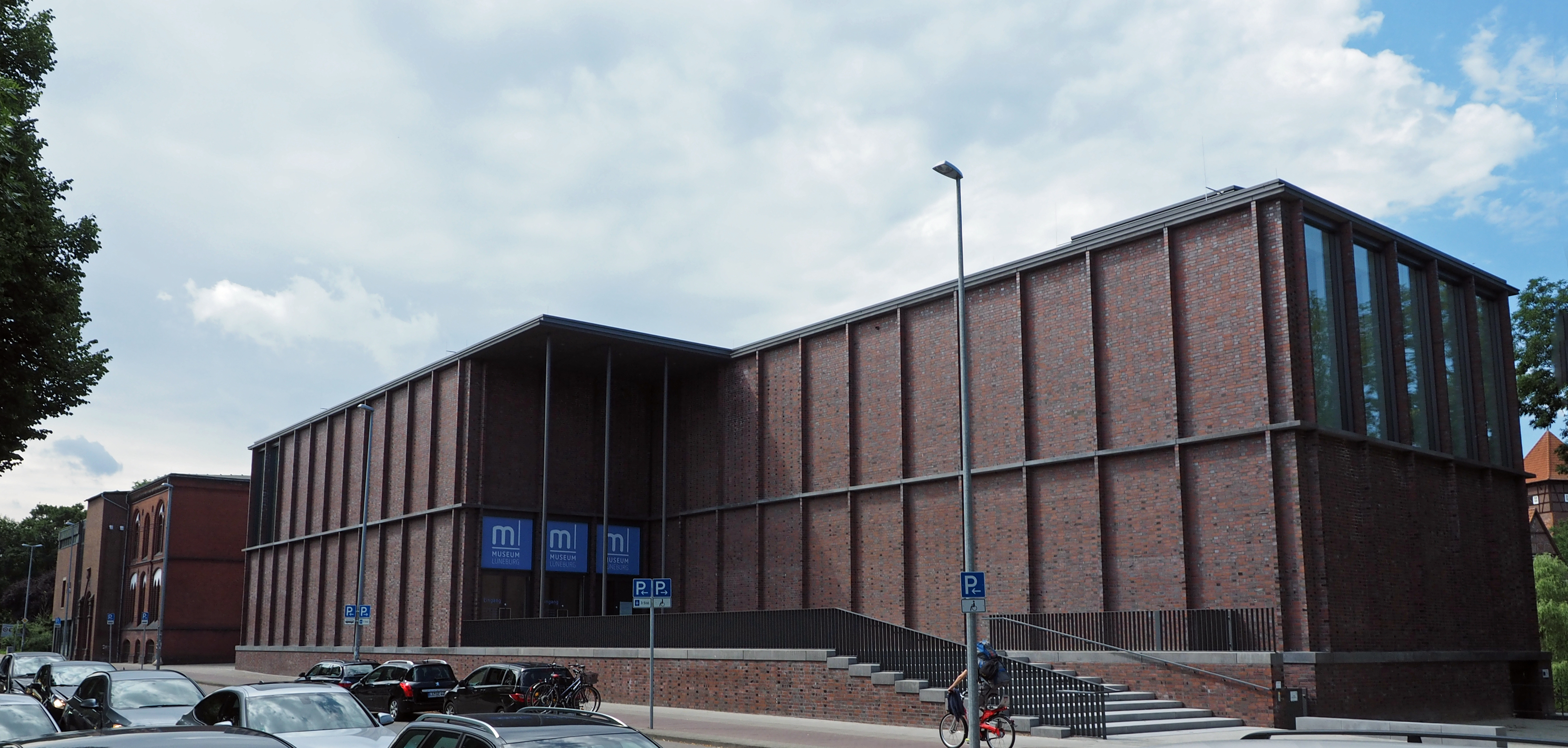
Museum Lüneburg

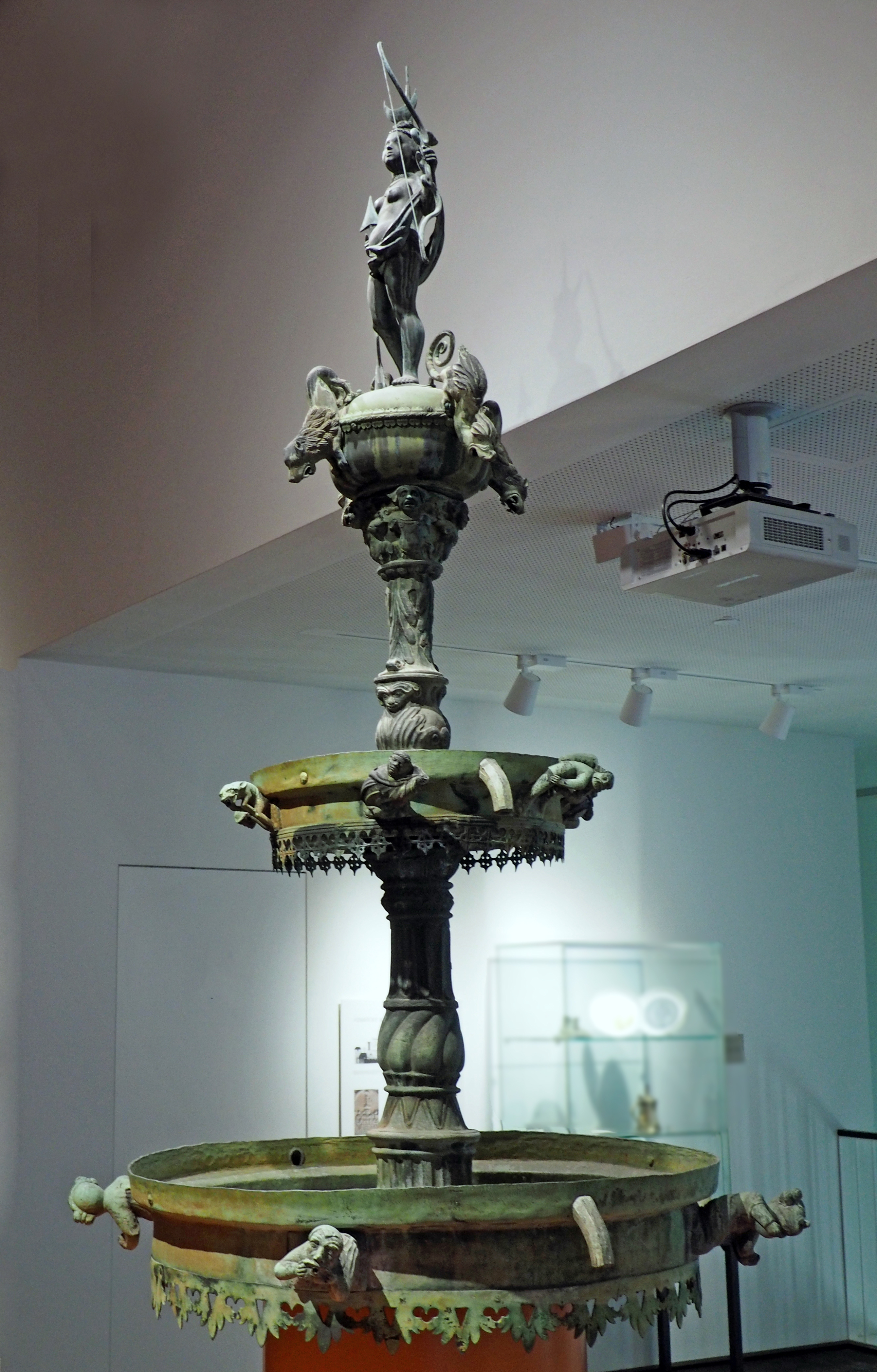
Luna-Brunnen (Marktbrunnen der Stadt) im Museum

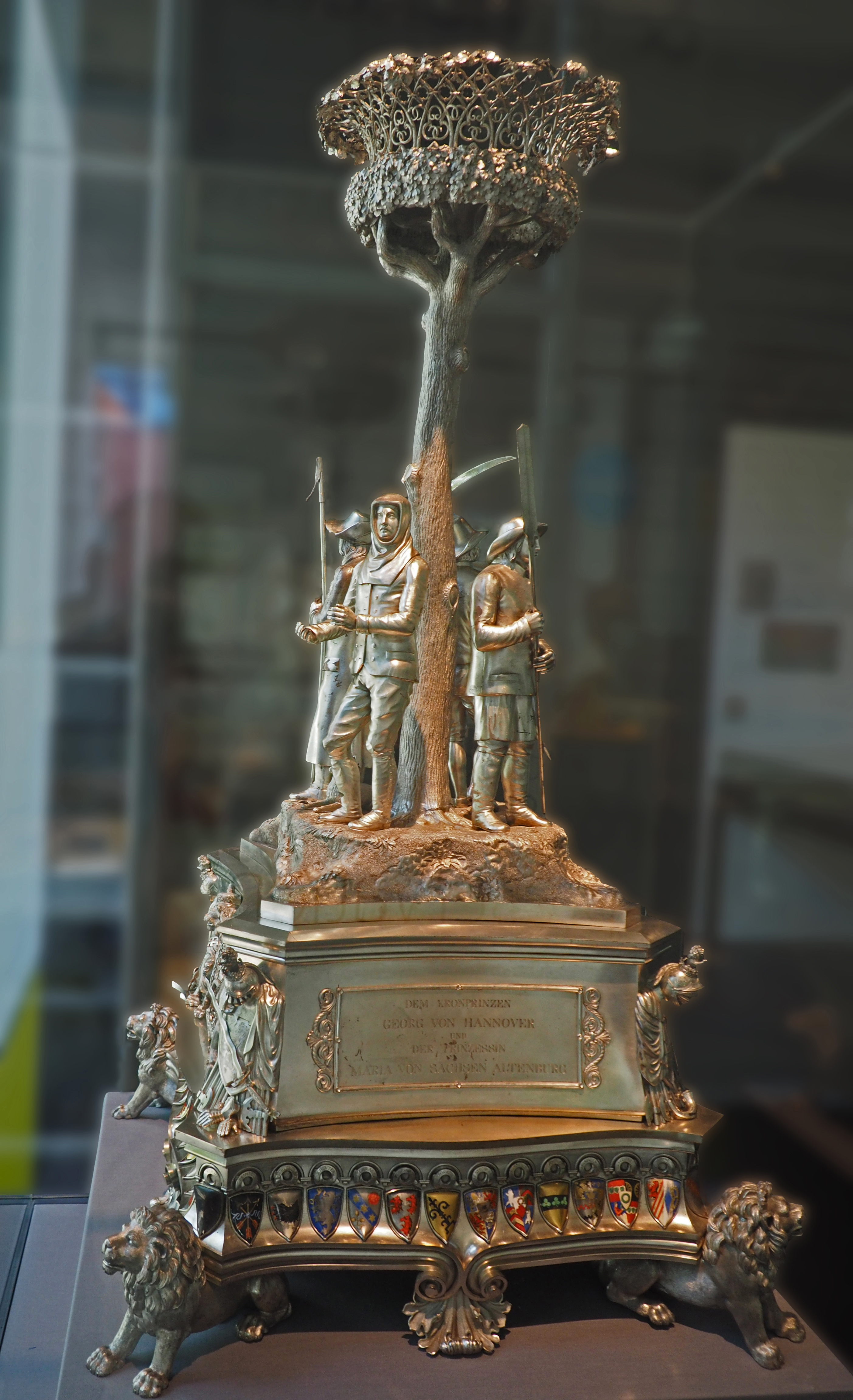
Tafelaufsatz (1843), Geschenk der Lüneburger Ritterschaft an Kronprinz Georg von Hannover

Das Museum Lüneburg befasst sich mit der Kulturlandschaft der niedersächsischen Hansestadt Lüneburg und ihrer Umgebung. Präsentiert werden Exponate der Naturkunde, Kulturgeschichte und Archäologie. Der Sammlungsschwerpunkt liegt im 15. und 16. Jahrhundert.

## Museumsgeschichte
Der Bau des ersten Museums für das Fürstentum Lüneburg nach Plänen der Architekten August Friedrich Heithaus und Ferdinand Münzenberger begann 1889, die Eröffnung erfolgte 1891. Einen ersten Anbau fügte man 1908 an, dem 1913 ein zweiter folgte. 1945, am Ende des Zweiten Weltkriegs, wurde das Gebäude durch Bomben zerstört und 1948 provisorisch wiedereröffnet. Von 1968 bis 1970 wurde der Südflügel wieder aufgebaut.
Eine Zusammenführung des Museums für das Fürstentum Lüneburg, des Naturmuseums Lüneburg und der Stadtarchäologie Lüneburg in einem Neubau wurde ab 2007 geplant, unter Einbeziehung des alten Gebäudeteils des Fürstentum-Museums. 2012 erfolgte die Grundsteinlegung für den von dem Berliner Architekten Jörg Springer entworfenen Anbau an der Willy-Brandt-Straße 1, der zusammen mit dem ebenfalls von Springer teilsanierten Gründungsbau am 1. März 2015 als Museum Lüneburg eröffnet wurde.

### Rundgang
Im Erdgeschoss des Gebäudes befindet sich das Foyer, die Kasse und ein Café.
Raum 1 im Erdgeschoss des Museums steht unter dem Motto „Schichten und Schieben“. Es wird gezeigt, wie Wind, Wasser und Eis unsere Landschaft entstehen lassen.
Die Ausstellungsräume 2 bis 5 befinden sich im Obergeschoss.
In Raum 2, unter dem Motto „Wachsen und Gestalten“, wird die Entwicklung der Natur- und Kulturlandschaft gezeigt.
Raum 3 „Gründen und Bauen“ berichtet über die Stadtgründung, die Ressourcen der Stadt und die Entwicklung des Stadtbildes.
Raum 4 hat das Motto „Herrschen und Herausfordern“. Fürsten, Herzöge und einflussreiche Familien prägten die Geschicke der Stadt.
In Raum 5 ist „Glauben und Wissen“ das Motto. Es ist die Zeit der Aufklärung und Reformation. Der Buchdruck und andere Medien verbreiten das neu gewonnene Wissen.
Die Ausstellungsräume 6 und 7 befinden sich wieder im Erdgeschoss.
Raum 6 „Finden und Forschen“ thematisiert die Zeit vom 13. bis 17. Jahrhundert.
Raum 7 steht unter dem Motto „Erinnern und Erhalten“. Hier ist die jüngere Geschichte, die NS-Zeit und die Erinnerung an historische Ereignisse ausgestellt.